# Sergej Michajlovič Ejzenštejn
Sergej Michajlovič Ejzenštejn (rusky Сергей Михайлович Эйзенштейн, 22. ledna 1898, Riga, Ruské impérium – 11. února 1948 Moskva, SSSR) byl sovětský filmový režisér a scenárista, filmový teoretik a pedagog. Jeho nejslavnějším snímkem je Křižník Potěmkin (SSSR, 1925), který je odborníky řazen mezi nejlepší snímky světové kinematografie.

## Život a dílo

### Dětství a mládí (1898–1920)
Narodil se 22. ledna 1898 v Rize do zámožné rodiny, otec byl městský architekt a matka pocházela z kupecké petrohradské rodiny. Studoval na reálném gymnáziu a měl také mnoho jiných zálib: hrál na klavír, maloval, jezdil na koni, fotografoval. Byl vášnivým čtenářem a učil se tři cizí jazyky – angličtinu, němčinu a francouzštinu. V osmi letech s rodiči cestoval do Paříže, kde poprvé navštívil filmové představení. Rodiče se rozvedli v roce 1909 a on zůstal v Rize s otcem, matka se přestěhovala do Petrohradu, kde ji o prázdninách navštěvoval. Gymnázium ukončil v roce 1915 a začal studovat na Vysoké škole civilního inženýrství v Petrohradě.
Lákal ho kulturní život Petrohradu, především však divadlo a Mejercholdovy inscenace (Maškaráda). V únoru 1917 se zapojil do oddílu milicí, který byl organizován při škole. V květnu byl odveden do armády, kde se z něho stal posluchač Školy praporčíků technických vojsk. Hodně kreslil – karikatury aktuálních událostí, skici k fiktivním divadelním představením. V roce 1918 byla škola zrušena a Ejzenštejn, který sympatizoval s říjnovou revolucí, vstoupil do Rudé armády. Jako stavební technik cestoval s vojenským vlakem po různých místech severozápadního Ruska, ve volných chvílích hodně četl a rozšiřoval své znalosti filozofie, dějin umění a hlavně divadla. Psal si podrobný deník o svých cestách, zapisoval myšlenky o umění a divadle. V letech 1912–1920 pracoval jako výtvarník v divadelních souborech Rudé armády.

### Divadelní práce (1920–1923)
Koncem září 1920 odjel do Moskvy studovat japonštinu na Akademii generálního štábu. Hlavním motivem pro toto rozhodnutí byl obdiv k japonskému divadlu Kabuki a snaha prostřednictvím znalosti písma a jazyka porozumět způsobu tvorby inscenací. V Moskvě se setkal se svým přítelem z dětství Maximem Štrauchem a oba se stali členy divadelního souboru Proletkultu. Ejzenštejn jako scénograf se k první samostatné tvůrčí práci dostal v inscenaci Mexičan podle Jacka Londona. Jeho cílem však bylo stát se divadelním režisérem. V roce 1921 proto začal studovat režii ve škole V. Mejercholda (GVYRM) jako jeden z jeho prvních žáků. Aby získal peníze na obživu, se spolužákem Sergejem Jutkevičem navrhoval výpravu k několika inscenacím, postupně se zapojil i do režijní práce. V roce 1922 ze školy odešel a soustředil se na práci v Proletkultu. Stal se režisérem nově vzniklého divadelního souboru Pěretru, kde v roce 1923 uvedl Ostrovského hru I chytrák se spálí a uplatnil zde své novátorské postupy a efektní nápady s cílem zapůsobit na emocionální stránku diváka, především svou metodu montáže atrakcí. Atrakcí nazýval vše, co je schopné vyvolat v divákovi silný smyslový zážitek, a montáž (střih) je využití různých prvků hromadně vybraných, ale použitých ke zvýraznění účinku a smyslu díla. Toto pojetí divadelní práce, vycházející z japonského divadla, popsal v článku zveřejněném v časopise LEF v r. 1923.Jako jeden z těchto prvků (atrakcí) byly v inscenaci použity krátké filmové úryvky natočené Ejzenštejnem (Glumovův deník). Představení mělo obrovský divácký úspěch a Ejzenštejn vytvořil ještě několik dalších inscenací, např. Plynové masky v reálném prostředí moskevského Plynárenského závodu.

### Filmová režie (1924–1928)

#### Stávka
V roce 1924 se s vedením Proletkultu dohodl, že natočí celovečerní film Stávka, který měl být jednou z částí plánovaného cyklu K diktatuře o dějinách komunistické strany. Film natočený podle vlastního scénáře se výrazně odlišoval od tehdejší běžné produkce. Odstranil klasický příběh a místo známých herců učinil hlavním hrdinou filmu dav stávkujících dělníků. Na diváka chtěl zapůsobit novými výrazovými prostředky, které využíval již ve svých divadelních inscenacích – montáž atrakcí. Strhující rytmus dosahoval střídáním velmi krátkých detailních záběrů s celkovými pohledy, vytvářel asociace pomocí dvojexpozic a metodou montáže (střihu) propojoval různé výjevy, aby dosáhl požadovaného psychologického účinku. Uvědomoval si, že střídáním dvou filmových obrazů (po sobě jdoucích záběrů), nevzniká jen jejich prostý součet, ale zcela nový efekt. Po sobě jdoucí obrazy se nemusí doplňovat a logicky na sebe navazovat, ale vytvářet nový „konflikt“. Ejzenštejn film sám stříhal a současně pracoval na teoretickém článku, který byl v plném znění publikován až dlouho po jeho smrti pod názvem Montáž filmových atrakcí. Protože mu vedení Proletkultu upřelo autorská práva na scénáři, dal výpověď a rozhodl se plně věnovat filmové tvorbě. V dubnu 1925 se stal zaměstnancem státního filmového studia (GOSKINO). Film Stávka získal zlatou medaili na mezinárodní výstavě dekoračního umění v Paříži roku 1925.

#### Křižník Potěmkin
S Ninou Agadžanovovou-Šutko pracoval na scénáři k jubilejnímu filmu o roce 1905, který měl zachytit všechny významné revoluční události tohoto období. Natáčení filmu se prodlužovalo z důvodu nepříznivého počasí a nutné výměny hlavního kameramana, kterým se stal Eduard Tisse, jeho pozdější trvalý spolupracovník. Z časových důvodů bylo rozhodnuto, že jako celovečerní film bude uvedena jen jedna část o vzpouře námořníků na křižníku Potěmkin. Film byl poprvé promítán v prosinci 1925 na slavnostním zasedání k 20. výročí revoluce, v lednu se konala v Moskvě premiéra pro veřejnost. V SSSR měl obrovský úspěch a brzy na to se stal filmovou událostí v celé Evropě. Ve filmu Ejzenštejn opět využívá nové vyjadřovací prostředky, vytváří dramatické napětí záměrným zpomalováním děje (retardace) s pravidelně se opakujícími záběry, střídáním statických záběrů s expresivními scénami, střihovou kombinací detailů, polodetailů a titulků. Výrazným se stal svým mistrovským střihem a sledem jednotlivých záběrů a scén, jeho specifické postupy se staly základem syntaxe filmového jazyka. Film dodnes patří k vrcholům světové filmové tvorby. V roce 1958 byl Křižník Potěmkin mezinárodní porotou v Bruselu zhodnocen jako nejlepší film všech dob.

#### Intelektuální film –Deset dní, které otřásly světem (Říjen), Generální linie (Staré a nové)
Přerušil natáčení filmu Generální linie o kolektivizaci zemědělství, aby mohl zpracovat scénář k jubilejnímu filmu k desátému výročí VŘSR s pracovním názvem Říjen. Nešlo mu jen o přesné zachycení historických událostí. Prostřednictvím filmové montáže chtěl vyjádřit vývoj abstraktního pojmu revoluce. Namísto emocionální atrakce nastupuje atrakce intelektuální – intelektuální kino. Učí diváka myslet pomocí symbolů. Po náročném natáčení v Leningradě se koncem září přesunul do Moskvy, kde film několik týdnu pod časovým tlakem sám stříhal. Pracovní vypětí způsobilo, že na přechodnou dobu oslepl a 7. listopadu byly v Moskvě promítány jen některé části z nedokončeného filmu. Po uzdravení mu nebylo umožněno dotočit další scény a výsledná podoba filmu neodpovídá jeho původnímu záměru. Premiéra filmu s názvem Deset dní, které otřásly světem se konala březnu 1928. Byl to poslední z trilogie němých filmů s námětem revolučních bojů, ve kterých byly použity masové scény. Ejzenštejn se soustředil na dokončení filmu Generální linie. Na Stalinovo přání musel film přepracovat a změnit název na Staré a nové. Ohlasy na film, který byl do kin uveden v říjnu 1929, byly nejednoznačné. Kritika byla až na výjimky negativní. Intelektuální filmy byly pro masového diváky složité a nesrozumitelné. Objevilo se i nařčení z formalismu.

### Práce v cizině (1929–1932)
Ejzenštejn se spolupracovníky Eduardem Tissem (kameraman) a Grigorijem Alexandrovem (asistent režie) odjel jako reprezentant sovětského filmu v srpnu 1929 do západní Evropy. Po přednáškách v řadě zemí podepsal smlouvu s americkou filmovou společností Paramount. Chtěl natočit zvukový film. V květnu 1930 odjel do USA a během pobytu v Hollywoodu pracoval na scénářích ke třem filmům, které však nebyly natočeny (Skleněný dům, Sutterovo zlato, Americká tragédie). V říjnu vedení Paramountu smlouvu ukončilo. Spisovatel Upton Sinclair mu poskytl finanční příspěvek, aby natočil film o Mexiku. V průběhu celého roku 1931 pracoval na různých místech Mexika: zaznamenal zemětřesení ve městě Oaxaca a natočil velké množství materiálu k povídkovému filmu s pracovním názvem Ať žije Mexico! Měla to být pětidílná historie mexické civilizace až do revoluce roku 1810. Pro nedostatek financí film zůstal nedokončený a Ejzenštejn se v květnu 1932 vrátil zpět do SSSR. Téměř 80 000 metrů natočeného materiálu zůstalo v USA a Ejzenštejn už k němu neměl přístup. Později vzniklo v zahraničí několik kratších filmů sestříhaných různými filmaři. V roce 1978 byl rekonstruován Grigorijem Alexandrovem film s názvem Ať žije Mexiko z materiálu, který filmovému fondu SSSR poskytlo Muzeum moderního umění v New Yorku.

### Návrat do vlasti (1932–1948)
Po návratu do Moskvy se Ejzenštejn stal vedoucím katedry filmové režie na Vysoké škole filmové a věnoval se pedagogické práci, psal úvahy a články o teorii filmové režie. V roce 1935 získal titul zasloužilý umělec. V roce 1934 se oženil s novinářkou a filmovou kritičkou Perou Ataševovou (vl. jménem Pearl Fogelmanová). Napsal scénář satirické komedie s pracovním názvem MMM, ale natáčení bylo z rozhodnutí vedení sovětské kinematografie zastaveno. Nebyl realizován ani záměr natočit film věnovaný Moskvě v různých historických epochách. K filmování se vrátil až v březnu 1935, kdy pořídil krátkometrážní dokument o návštěvě čínského divadla v Moskvě. Zahájil práce na scénáři celovečerního hraného zvukového filmu Běžin luh, který byl inspirován tragickým příběhem chlapce zavražděného otcem – odpůrcem kolektivizace, protože ohlásil chystanou sabotáž proti místnímu kolchozu. V roce 1936, když byl film téměř hotový, byl donucen přepsat scénář a vynechat některé scény, které se nelíbily stranickému vedení. Přesto v roce 1937, těsně před dokončením, byl vydán příkaz k přerušení prací z ideologických důvodů. Ejzenštejn byl obviněn z překrucování důležitého tématu kolektivizace a film byl kritizován pro jeho formalistický a náboženský charakter. Hotový materiál byl zabaven a negativy filmu byly spáleny. Zachovalo se jen několik záběrů, z nichž byl v roce 1967 sestaven půlhodinový dokument.

#### Alexandr Něvský
V červnu 1938 podle svého scénáře začal natáčet historicko-vlastenecký film Alexandr Něvský o novgorodském knížeti, který ve třináctém století ubránil Rusko před německými rytíři. Při tvorbě filmu začala jeho tvůrčí spolupráce se skladatelem Sergejem Prokofjevem. Spojení vynikající filmové hudby s vizuálním účinkem (vertikální montáž) vedlo k tomu, že tento film je často přirovnáván k opeře. Ejzenštejn stříhal film tak, aby vizuální a hudební obrazy sladil. Film měl premiéru v prosinci 1938 a zaznamenal obrovský úspěch. Ejzenštejn byl vyznamenán Leninovým řádem a byl mu udělen titul doktora uměleckých věd (bez dizertace).
Po léčebném pobytu v sanatoriu začal v srpnu roku 1939 ve Střední Asii natáčet film podle vlastního scénáře s názvem Ferganský průplav s námětem historického boje lidí o vodu. Z rozhodnutí výboru pro kinematografii byly práce zastaveny a Ejzenštejn se v říjnu vrátil zpět do Moskvy. Na scéně Velkého divadla inscenoval operu Richarda Wagnera Valkýra a byl jmenován uměleckým ředitelem filmového studia Mosfilm.

#### Ivan Hrozný
Zabýval se myšlenkou na barevný film o Puškinovi, ale v lednu 1941 mu vedení kinematografie navrhlo natočit film o vládě cara Ivana IV. Hrozného. Práce na scénáři trilogie přerušil v červnu vpád německých vojsk do SSSR. Filmové studio bylo z Moskvy evakuováno do Alma-Aty, kde Ejzenštejn pokračoval v přípravách. Natáčení začalo v dubnu 1943 v nelehkých podmínkách způsobených válkou. Do hlavní role obsadil režisér vynikajícího herce Nikolaje Čerkasova, který dokázal ztvárnit složitý psychologický vývoj postavy. Hudbu složil opět Sergej Prokofjev. První díl měl slavnostní premiéru v Moskvě v lednu 1945 a Ejzenštejn za něj dostal Stalinovu cenu. Druhý díl byl zakázán, protože Stalinovi se nelíbil. Svým vyzněním vyvolával srovnání se stalinským režimem. (Premiéru měl v Bruselu r. 1958.) Ejzenštejn dostal těžký infarkt a byl odvezen do nemocnice. Třetí díl filmu, který měl končit scénou, kdy car, pronásledovaný výčitkami svědomí, činí pokání za spáchané činy, již nenatočil. Po návratu ze sanatoria psal paměti a věnoval se úvahám o barevném filmu. Zemřel sám ve svém bytě na další infarkt v noci z 10. na 11. února 1948.

## Filmografie
Podle zdroje:

### Hrané filmy
- Tři krátké filmové úryvky (atrakce) natočené pro divadelní inscenaci:

1. Krádež Glumovova deníku
2. Glumovův deník
3. Úklon režiséra

r. 1923
- Stávka (стачка)

scénář: S. Ejzenštejn a G. Alexandrov (za účasti V. Pletňova a I. Kravčunovského)
režie: Sergej Ejzenštejn
kamera: E. Tisse
r. 1924
- Křižník Potěmkin (Броненосец Потемкин)

scénář: N. Agadžanovová
režie: S. Ejzenštejn
kamera: E. Tisse
r. 1925
- DESET DNÍ, KTERÉ OTŘÁSLY SVĚTEM – Říjen (октябрь)

scénář: S. Ejzenštejn a G. Alexandrov
režie:. S. Ejzenštejn
kamera: E. Tisse
r. 1927
- GENERÁLNÍ LINIE – Staré a nové (старoе и новoе)

scénář: S. Ejzenštejn a G. Alexandrov
režie: S. Ejzenštejn
kamera: E. Tisse
r. 1926–1929
- ALEXANDR NĚVSKÝ (Александр Невский)

scénář: P. Pavlenko a S. Ejzenštejn
režie: S. Ejzenštejn
kamera: E. Tisse
r. 1938
- IVAN HROZNÝ, l. díl (Иван Хрозный)

scénář: S. Ejzenštejn
režie: S. Ejzenštejn
kamera: E. Tisse (exteriéry), A. Moskvin (natáčení v ateliérech)
r. 1943–1944
- IVAN HROZNÝ, 2. díl (Иван Хрозный)

scénář: S. Ejzenštejn
režie: S. Ejzenštejn
kamera: E. Tisse (exteriéry), A. Moskvin (natáčení v ateliérech)
r. 1944–1945

### Dokumentární filmy
- ZEMĚTŘESENÍ V MEXIKU

režie: S. Ejzenštejn
kamera: E. Tisse, G. Alexandrov, S. Ejzenštejn
r. 1931
- nedokončený krátký záznam z představení čínského divadla s hercem Mej Laň-Fan v Moskvě – nenalezen

r. 1935

### Nejvýznamnější torza nerealizovaných děl
- AŤ ŽIJE MEXIKO! (да здравствует Мексика!)

Ejzenštejnův materiál zpracovali: G. Alexandrov a další konzultant: R. Jureněv
r. 1978
- BĚŽIN LUH (бежин луг)

dochované části Ejzenštejnova filmu zpracovali N. Klejman a S. Jutkevič
úvodní slovo k filmu: R. Jureněv
r. 1967